# Žvýkací sval

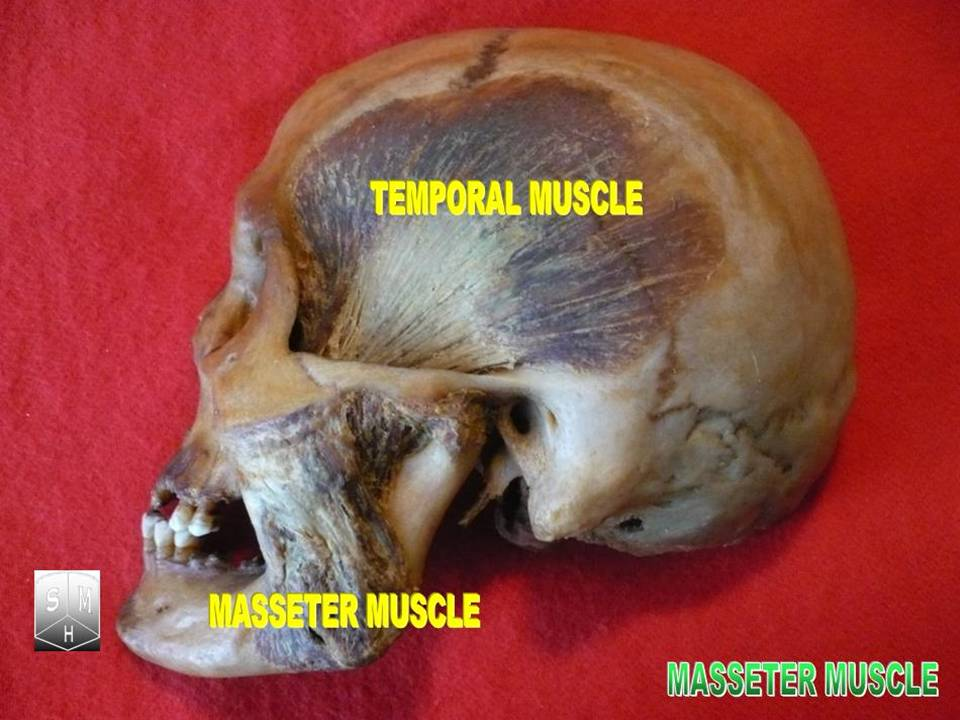
velký sval žvýkací a spánkový sval člověka

Žvýkací svaly (musculi masticatorii) jsou svaly, které zavírají čelisti, křídlové svaly navíc pohybují dolní čelistí dopředu a do stran. V opačném směru, tedy k otevírání čelistí, pracují dvojbříškatý sval (musculus digastricus) a některé svaly jazylky (jazylkočelistní sval, musculus mylohyoideus a bradojazylkový sval, musculus geniohyoideus)
Žvýkací svaly mají původ ve svalovině žaberních štěrbin a vznikají z prvního žaberního oblouku. V důsledku tohoto jsou inervovány V. hlavovým nervem, přesněji mandibulární větví trojklaného nervu, čímž se liší od mimických svalů, které jsou inervovány nervem lícním.

## Žvýkací svaly savců
- velký sval žvýkací (m. masseter) – odstupuje na lícní kosti a upíná se na zevní plochu dolní čelisti
- spánkový sval (m. temporalis) – odstupuje ve spánkové jámě spánkové kosti a upíná se na processus muscularis dolní čelisti
- boční křídlový sval (m. pterygoideus lateralis) – odstupuje na spodině lební a upíná se na krček kloubní hlavice dolní čelisti
- střední křídlový sval (m. pterygoideus medialis) – odstupuje v křídlové jámě a upíná se na vnitřní plochu dolní čelisti

Všechny žvýkací svaly jsou párové.

## Žvýkací svaly ptáků
Existuje velká různorodost, ale obecně jsou u ptáků vyvinuty následující žvýkací svaly:
- musculus adductor mandibulae internus
- musculus pseudotemporalis profundus
- musculus adductor mandibulae posterior
- musculus constrictor ventralis
- musculus adductor mandibulae externus – rostralis et temporalis

## Žvýkací svaly plazů
Krokodýli jsou archosauři, příbuzní ptákům, a jejich žvýkací svaly jsou do značné míry ptačím podobné a s nimi homologní:
- musculus adductor mandibulae internus
- rudimentární musculus pseudotemporalis profundus
- musculus adductor mandibulae posterior
- musculus constrictor ventralis
- musculus adductor mandibulae externus – superficialis, medialis, profundus